# Elements bàsics de la càmera fotogràfica
La càmera fotogràfica ha anat evolucionant molt amb el pas dels anys i ha notat diversos canvis tant en la forma de fotografiar com en l'estètica de les càmeres en si. No obstant, hi ha uns elements constants que no han canviat des dels seus orígens i que sense ells, actualment no podríem arribar entendre la fotografia actual.
Així doncs, els elements bàsics de la càmera són el diafragma, l'obturador, el visor, el cos de la càmera i el disparador.

## Diafragma
Es diu diafragma al dispositiu que regula el diàmetre d'un determinat feix de raigs lluminosos que passa a través d'un objectiu, i determina la lluminositat de la imatge que es forma i es plasmarà en el sensor. El diafragma regula el grau de lluminositat de la imatge mitjançant la interposició d'un mecanisme d'obertura, degudament calibrat, que determina la quantitat de llum que entra per l'objectiu. L'obturador i el diafragma són els dispositius encarregats de que l'efecte de la llum sobre la pel·lícula permeti obtenir una exposició correcta. La nitidesa de la imatge depèn en gran part de la precisió de l'enfocament. Així, per aconseguir resultats satisfactoris en fotografia, hem de manejar a la perfecció tres elements de la càmera: obturador, diafragma i sistema d'enfocament.
Així doncs, el diafragma és qualsevol obstacle que limiti el pas dels raigs de llum que travessen un sistema òptic com ara un objectiu. De fet el perímetre circular de cada una de les lents que formen un sistema és ja un diafragma, però a més, s'hi afegeixen d'altres per a reduir el camp utilitzat de l'objecte o per a treure els raigs massa inclinats. L'orifici del diafragma s'anomena pupil·la d'entrada.
Pel que fa a la fotografia, es fan servir diafragmes iris que permeten variar de manera contínua la pupil·la d'entrada mitjançant un joc de laminetes mòbils. El diàmetre d'aquesta pupil·la s'anomena d. Els objectius actuals incorporen cada un el seu propi diafragma.

### Obertura del Diafragma
L'obertura del diafragma té la seva pròpia mesura i es representa amb una f/. Aquesta, té una escala estàndard per poder-la entendre, la qual diu que amb cada canvi de número de diafragma, la llum es va reduint a la meitat o augmentant el doble. De tal manera que, contra més gran sigui el nombre f/, menor serà l'obertura per la que passi la llum, és a dir, amb un diafragma f/2.8 entrarà el doble de llum que amb una obertura de f/4.
I segons la càmera, el diafragma permet salts més grans o més petits i, per tant, redueix més o amplia més l'entrada de llum.

### Profunditat de Camp[5]
La profunditat de camp és la distància, dins de l'escena que fotografiem, que apareix nítida. Aquesta distància enfocada està per davant i per darrere del punt que enfoquem nosaltres amb l'objectiu i pot ser més o menys gran, depenent de tres factors:
- El diafragma: quan més tancat estigui més gran serà la profunditat de camp. Quan més obert, més petita.
- La distància focal: quan més petita sigui la distància focal de l'objectiu que utilitzem més gran serà la profunditat de camp. Quan més gran sigui la distància focal més petita la profunditat de camp.
- Distància objectiu-subjecte: la profunditat de camp es fa més petita quan més a prop estan l'objectiu de la càmera i el subjecte que enfoquem. Quan més se separen més augmenta la profunditat de camp.

El control de la profunditat de camp és important, ja que ens permet determinar quins plans de l'escena apareixeran nítids i quins desenfocats. Amb la correcta combinació de les tres variables anteriors podem decidir quina zona de l'escena apareixerà nítida i quina no.

#### Distància hiperfocal
Quan enfoquem a l'infinit, la distància entre l'objectiu i el primer punt (el de més a prop) que apareix nítid és allò que anomenem distància hiperfocal. Una vegada coneguda aquesta distància, si enfoquem al punt hiperfocal la profunditat de camp s'estendrà des de la meitat de la distància hiperfocal fins a l'infinit.

## Obturador
L'obturador és el mecanisme que obra i tanca el pas de la llum cap a la pel·lícula fotogràfica. El temps que està obert és el què es fixa en l'anell de velocitats o en el mecanisme automàtic. Podríem dir, doncs, que l'obturador és la "porta" per la qual la llum entra al cos de la càmera. Aquest, juntament amb el diafragma, és un d'aquells elements de les càmeres de fotos sense els quals la fotografia no existiria com la coneixem. És un component que determina quant temps entrarà la llum en el cos de la càmera i permetrà que la pel·lícula sigui exposada.
Hi ha dos tipus principals i molt diferents:

### Obturador Central
L'obturador central està format per fines laminetes semblants a les del diafragma que s'obren el temps necessari per deixar passar la llum. Es fa servir en las càmeres de visor simple, en les reflex de dos objectius i en les d'estudi. Està situat dins de l'objectiu, cosa que encareix aquest en el cas que es faci servir per càmeres amb objectius intercanviables. És petit, precís, a penes vibra i es sincronitza bé amb el flash. No permet, però, velocitats d'obturació molt altes.

#### Avantatges i Inconvenients[calcitació]
Avantatges:
- Sincronitza amb el flaix amb qualsevol velocitat.
- És molt més silenciós, de manera que la vibració és inferior.
- Hi obturadors mecànics, de manera que no cal utilitzar piles.
- És més eficaç que l'obturador pla focal.

Inconvenients:
- El preu, s'uneix el de l'objectiu amb l'obturador.
- Limitat fins a una velocitat de 1/500 segons.
- Utilitza diferents obturadors per als diferents objectius.

### Obturador de cortineta o de pla focal
L'obturador de cortineta o de pla focal, està constituït per dues cortinetes de tela o metàl·liques enrotllables o plegables que s'obren i tanquen sincronitzadament el temps previst. Permet velocitats molt altes, fins a 1/4000 o més, perquè per aconseguir-les pot no obrir-se totalment, deixant només una escletxa que es desplaça al llarg de la superfície de la pel·lícula. Se situa en el cos de la càmera, cosa que permet l'intercanvi d'objectius amb la pel·lícula carregada, així ell mateix impedeix el pas de la llum. A causa d'això es fa servir especialment en càmeres reflex d'un sol objectiu. El seu inconvenient principal és què és més gran que el central i pot produir perilloses vibracions. Com, a més, la seva mida augmenta amb el format a què es vulgui dedicar, a penes es fa servir amb formats mitjans i gens ni mica amb els grans.

#### Avantatges i inconvenients[calcitació]
Avantatges:
- Treballa a velocitats més altes d'obturació, arribant fins a 1 / 4.000 segons (la tecnologia avança cada any en aquest sentit).
- Utilitza un mateix obturador, per a diferents objectius.
- Consistència de l'obturador, en ser electrònic, també és més precís.

Inconvenients:
- No sincronitza amb el flaix a velocitats de 1/30 i 1/250 segons, la solució podria ser l'adquisició d'un flash que mantingui la il·luminació durant el temps total que triga la presa de la foto.
- Menys silenciós que l'obturador central, tenint més vibracions.
- Es considera menys eficaç que l'obturador central.

### Velocitat d'obturació
El temps que està obert l'obturador de la càmera fotogràfica es coneix com a Velocitat d'obturació. Encara que es digui velocitat d'obturació, en realitat estem parlant de temps d'exposició, ja que és una mesura expressada en segons i en fraccions de segon. Aquests temps d'exposició comencen normalment en una posició anomenada Bulb en què l'obturador està obert durant tot el temps que el disparador s'estigui fent clic. Aquesta manera és molt útil per a exposicions molt llargues. Es fa servir, per exemple, per capturar el moviment de les estrelles.
La franja de velocitats d'exposició dependrà de la càmera. Els canvis d'una velocitat a una altra és coneguda pel nom de Pas i cada pas correspon al doble de temps o a la meitat. La velocitat d'obturació juntament amb l'obertura de diafragma, donen els valors d'exposició d'una fotografia i aquests valors són inversament proporcionals entre si. Com més temps estigui obert l'obturador menys obertura de diafragma serà necessària per a una correcta exposició. Gràcies a aquesta relació, la velocitat d'obturació i l'obertura de diafragma són intercanviables segons les necessitats creatives de la fotografia o segons les condicions de l'entorn.
El control de l'obturador i, en conseqüència, de la velocitat d'obturació serveixen principalment per controlar el moviment en una fotografia. Les velocitats d'obturació ràpides congelaran el moviment i les velocitats d'obturació lentes el mostraran. Per captar amb nitidesa motius en moviment cal recórrer a una velocitat d'obturació alta. Aquesta velocitat dependrà de factors com la velocitat de l'objecte i la distància a què ens trobem d'ell. No obstant això el factor que més ens condicionarà a l'hora d'escollir la velocitat d'obturació serà la llum, ja que, en condicions de llum escassa podem aprofitar les pauses naturals dels objectes en acció per augmentar la velocitat d'obturació i que l'objecte no surti mogut.

## Visor
Tota càmera necessita un sistema pel qual veure com és la fotografia que estem prenent. Determinarem amb ell l'enquadrament, la composició, la perspectiva i el camp visual que abasta la imatge que anem a fotografiar. Les càmeres analògiques poden tenir o bé un Visor Òptic o bé un Visor Reflex.
Els visors òptics són aquells que estan col·locats, normalment, per sobre de l'objectiu i però que tenen el conegut Error de paral·laxi. Aquest error consisteix en el fet que, en estar situat l'objectiu en un punt diferent al visor i funcionar de manera independent a aquest, la imatge que veiem a través del visor no serà la mateixa, pel que fa a enquadrament, que la que prenguem finalment.
El visor Reflex, tot i que està situat també per sobre de l'objectiu, té la diferència amb el visor òptic que no és independent de l'objectiu. A les càmeres amb visor rèflex, que donen nom a tot aquest grup de càmeres, hi ha una sèrie de miralls anomenats Pentaprisma que són els que fan que veiem la imatge que està capturant l'objectiu en el visor. Una altra funció important del pentaprisma és la de "redreçar" la imatge que es reflecteix invertida a la càmera.

## Cos de la càmera
La càmera fotogràfica està formada principalment per una caixa estanca a la llum, la qual es coneix com el cos de la mateixa.
No obstant, a les càmeres de foto reflex, el cos de la càmera s'uneix a la lent o a l'objectiu a través d'un sistema de baioneta, que permet canviar l'objectiu.
El cos de la càmera és el que determinarà la forma de la mateixa i és un dels elements que més evolucions ha patit amb el pas del temps. Aquests han estat fabricats en diferents materials, des de plàstic, a alumini fins i tot a fusta i han tingut i tenen infinitat de mides. El seu pes i manejabilitat determina, avui dia, la qualitat de la càmera.
A més a més, a l'exterior del cos de la càmera, actualment, hi ha tots els botons per accedir a les funcions de la mateixa.

## Disparador
El disparador és el mecanisme mitjançant el qual permetem l'entrada de llum a la càmera a través de l'objectiu. En utilitzar el disparador estem provocant que la càmera entri en funcionament obrint l'obturador durant un temps determinat i obtenim així la nostra fotografia. Els disparadors poden estar incorporats a la càmera en forma de botó o poden ser remots. Aquests últims estan connectats a la càmera a través d'un cable o un mando a distància.